# Steven Van Knotsenburg
Steven Van Knotsenburg (Grimsby, 21 de febrero de 1982) es un deportista canadiense que compitió en remo. Ganó dos medallas en el Campeonato Mundial de Remo, en los años 2009 y 2011.

## Palmarés internacional
| Campeonato Mundial | Campeonato Mundial | Campeonato Mundial | Campeonato Mundial |
| Año                | Lugar              | Medalla            | Prueba             |
| ------------------ | ------------------ | ------------------ | ------------------ |
| 2009               | Poznań (Polonia)   | Medalla de plata   | Ocho con timonel   |
| 2011               | Bled (Eslovenia)   | Medalla de bronce  | Dos con timonel    |